# Scybalophagus plicatipennis
Scybalophagus plicatipennis är en skalbaggsart som beskrevs av Blanchard 1846. Scybalophagus plicatipennis ingår i släktet Scybalophagus och familjen bladhorningar. Inga underarter finns listade i Catalogue of Life.